# 第15軍団 (北軍)
南北戦争中の北軍第15軍団（XV Army Corps）は、ユリシーズ・グラントとウィリアム・シャーマンが司令官を務めたテネシー軍に所属した軍団である。

## 歴史
1862年12月18日、グラントのテネシー軍は4個の軍団に分割された。即ち、ジョン・A・マクラーナンドの第13軍団、シャーマンの第15軍団、スティーブン・ハールバット（Stephen A. Hurlbut）の第16軍団、およびジェイムズ・マクファーソンの第17軍団である。1863年5月18日 - 7月4日のビックスバーグの包囲戦でも引き続きシャーマンが軍団長を務め、シャーマンがミシシッピ方面軍（Military Division of the Mississippi）司令官に昇進した後はジョン・A・ローガン少将が軍団長として1864年5月7日-9月2日のアトランタ方面作戦に参加した。続く海への進軍（1864年11月15日 - 12月22日）ではピーター・オスターハウス（Peter Joseph Osterhaus）准将が軍団長となったが、カロライナ方面作戦では再びローガンが軍団長に復帰した。その後ローガンがテネシー軍司令官に昇進したため、ウィリアム・ヘイズンが最後の軍団長を務めた。

## 記章
第15軍団の記章は、盾に弾薬箱が描かれており、中央部に軍団のモットーである「40発」が記されている。この記章とモットーは、西部戦線で活動した第15軍団と東部戦線で活動した第12軍団のライバル心から生まれたものである。西部戦線と東部戦線の兵士が出会ったとき、第11軍団と第12軍団の兵士たちは、それぞれ三日月と星型の記章をつけていた。第15軍団の記章は何かと尋ねられた時、あるアイルランド系の兵士が「星と月だって？たしかにチャンセラーズヴィルから家に帰る道を探すときには入用だな」と言った直後に彼の弾薬箱をたたいて、「これさ。これが第15軍団の記章さ、40箱入りの弾薬箱がな」と答えた。この話がローガンにまで聞こえ、直ちにローガンは兵士達に回覧を出した：
以下が第15軍団の記章に関する通達である：布または金属地に小さな黒い弾薬箱を描き、弾薬箱の上に軍団のモットーである「40発」をスタンプするか刻印すること

## 参考資料
- XV Corps history